# Лучевое сельское поселение
Лучевое сельское поселение — муниципальное образование в составе Лабинского района Краснодарского края России.
В рамках административно-территориального устройства Краснодарского края ему соответствует Лучевой сельский округ.
Административный центр — посёлок Луч.

## Население
| 2010 | 2012  | 2013  | 2014  | 2015 | 2016 | 2017  |
| ---- | ----- | ----- | ----- | ---- | ---- | ----- |
| 1065 | ↘1032 | ↘1009 | ↘1003 | ↘998 | ↗999 | ↗1000 |
| 2018 | 2019  | 2020  | 2021  | 2023 |      |       |
| ↘996 | ↗997  | ↘980  | ↗1005 | ↘987 |      |       |

## Населённые пункты
В состав сельского поселения (сельского округа) входят 4 населённых пункта:
| № | Населённый пункт | Тип населённого пункта | Население (чел.) |
| - | ---------------- | ---------------------- | ---------------- |
| 1 | Луч              | посёлок                | ↘259             |
| 2 | Новолабинский    | посёлок                | ↗295             |
| 3 | Мирный           | посёлок                | ↘273             |
| 4 | Соколихин        | хутор                  | ↘238             |